# Lautaro Martínez
Lautaro Martínez (Bahía Blanca, 22. kolovoza 1997.) argentinski je nogometaš koji igra za Inter Milan i za argentinsku nogometnu reprezentaciju.
Počeo je karijeru u Argentini za klub Liniers. 2014 prelazi u mlade selekcije Racinga te sljedeće godine počinje igrati za glavnu momčad. Provodi 3 sezone u Racingu, koji je smatran među 5 najboljih argentinskih klubova uz Boca Juniorse, River Plate, Atletico Inpedente i San Lorenzo. U Racingu zabija 22 gola u 48 utakmica te hvata pažnju europskih klubova. Dovodi ga Inter Milan za 22,7 milijuna € na 5 godina. 